# Otto Clemens
Otto Clemens (* 21. Oktober 1946 in Wien) ist ein österreichischer Bühnen-, Fernseh- und Filmschauspieler sowie Fernsehsprecher.

## Leben
Aufgewachsen in Wien-Brigittenau, Universumstraße 50, besuchte Clemens dort die Volksschule und das Realgymnasium. Er studierte Schauspiel in Wien und bei Walter Lott vom Actors Studio New York.
Otto Clemens ist verheiratet und hat zwei Söhne. Er lebt derzeit in Wien.

## Theater und Film
Zu seiner Bühnenlaufbahn zählen Mitgliedschaften in den Ensembles des Burgtheaters und Volkstheaters, sowie des Theaters in der Josefstadt. Seine Arbeit am Burgtheater beendete Otto Clemens 1985, als er während der Proben zu dem Stück Die Frau vom Meer von Henrik Ibsen aufgrund künstlerischer Auseinandersetzungen seine Rolle des Lyngstrand ablegte.
Der Regisseur Michael Kehlmann holte Otto Clemens an das Theater in der Josefstadt. Seine erfolgreichen Rollengestaltungen am Theater fanden in der Verleihung der Josef-Kainz-Medaille, die er 1987 von der Stadt Wien erhielt, einen ihrer Höhepunkte. Diese bekam er für die Darstellung des Arnold in Gerhart Hauptmanns Stück Michael Kramer im Theater in der Josefstadt.
Mit dem Theater Der Kreis unter der Leitung von George Tabori tourte er bis nach Wellington, Neuseeland und Adelaide, Australien. Hier spielte er erstmals in englischer Sprache Theater.
Beim Film wirkte Otto Clemens in einigen auch international bekannten amerikanischen Produktionen mit: unter anderem verkörperte er neben Meryl Streep und James Woods in Holocaust – Die Geschichte der Familie Weiß 1978 unter der Regie von Marvin J. Chomsky einen SS-Offizier. In Wagner – Das Leben und Werk Richard Wagners  spielte Otto Clemens den Gönner Karl Tausig mit Richard Burton in der Titelrolle des Komponisten Richard Wagner.
1980 lebte er für zwei Jahre in New York, um das Method Acting nach Lee Strasberg zu studieren. Außerdem arbeitet er auch hinter der Kamera und verfasst Drehbücher.

## Fernsehsprecher
Schon früh begann Otto Clemens neben der Arbeit am Theater und beim Film auch als Schauspieler und Sprecher in zahlreichen Hörspielen und Literaturproduktionen mitzuwirken und hielt Rezitationsabende.
Im Fernsehen prägte er mit seiner Stimme als Off-Sprecher vor allem Dokumentarfilme wie die historischen TV-Dokumentations-Reihen des ORF: Österreich I, Österreich II und Hört die Signale von Hugo Portisch und Sepp Riff. Otto Clemens wurde auch bekannt als der deutsche Erzähler des Computer-Animations-Sechsteilers (BBC) Dinosaurier – Im Reich der Giganten und Die Erben der Saurier (ProSieben).
Seit 1987 ist er österreichischen und deutschen Fernsehzuschauern zudem aus der Natur-Dokumentationsreihe Universum bekannt, die wöchentlich Eigenproduktionen des ORF und Koproduktionen mit anderen Sendern (BBC, Discovery Channel) zeigt. Von 2011 bis 2014 war er Erzähler der Sendung Terra Mater auf ServusTV.

## Filmografie

### Filme
- 1976: Glückliche Zeiten
- 1976: Romantische Abenteuer auf Schloss Bois-Doré (Sprechrolle)
- 1978: Der Mann im Schilf
- 1980: Die Matrosen von Cattaro (nach Friedrich Wolf)
- 1986: Rosa und Rosalind
- 1995: Tödliche Liebe

### TV-Filme und -Serien
- 1970: Hallo Freunde (TV-Musical)
- 1972: Die Abenteuer des braven Soldaten Schwejk (TV-Serie)
- 1977: Der Fehlschuss (TV-Film)
- 1977: Ein echter Wiener geht nicht unter – Der Unfall (TV-Episode)
- 1978: Alpensaga – Der Kaiser am Lande (TV-Episode)
- 1978: Tod auf der Autobahn (TV-Film)
- 1978: Holocaust – Die Geschichte der Familie Weiss (TV-Serie)
- 1978: Cella oder Die Überwinder (TV-Film)
- 1979: Ein Baby hat leicht schreien (TV-Film)
- 1982: Tatort – Mordkommando (TV-Episode)
- 1983: Wagner – Das Leben und Werk Richard Wagners (TV-Serie)
- 1987: ORF Universum (TV-Serie)
- 1990: Familie Munster – Herman als Aktionär (TV-Episode)
- 1990: Familie Munster – Herman vor Gericht (TV-Episode)
- 1991: Ein Geist verschwindet (TV-Film)
- 1992: Salzburger Nockerln (12-teilige TV-Serie)
- 1993: Wenn die Nachtigall verstummt (TV-Film)
- 1994: Saubere Aktien (TV-Film)
- 1996: Tatort – Mein ist die Rache (TV-Episode)
- 1999: Medicopter 117 – Die Vergewaltigung (TV-Episode)
- 2000: Das Geheimnis von Big Al (Dokumentation)
- 2011: Terra Mater (TV-Serie)

## Auszeichnungen
- Josef-Kainz-Medaille 1986